# Spilogona latifascia
Spilogona latifascia är en tvåvingeart som beskrevs av Fritz Isidore van Emden 1951. Spilogona latifascia ingår i släktet Spilogona och familjen husflugor. Inga underarter finns listade i Catalogue of Life.